# Legacy Arena
Legacy Arena, conocido con anterioridad como BJCC Coliseum y BJCC Arena, es un pabellón con capacidad para 17.654 espectadores para eventos deportivos, 19.000 para conciertos y 8.000 en montaje teatral, ubicado en el complejo de convenciones Birmingham-Jefferson en Birmingham, Alabama. Cuando el recinto se convierte en asientos de teatro, el pabellón opera bajo el nombre de Magic City Theatre.

## Características
La arena tiene diez pisos de altura, pero en realidad mide solo 23 metros desde el piso hasta el techo y contiene una forma ovalada con una superficie de 2.244,5 m²  (33,5 x 67 m). El pabellón contiene varias suites de lujo y un palco de prensa. El BJCC Arena Club también se encuentra en el mismo. Es un salón que está limitado a 500 invitados y está disponible para la mayoría de los eventos que allí se realizan. Entre bastidores hay 2 vestuarios y 6 vestidores, así como una sala de prensa y un área de recepción VIP. El pabellón tiene capacidad para ocho camiones detrás del escenario: tres en los muelles de camiones y espacio para cinco más. El marcador colgado en el centro de cuatro lados del pabellón, diseñado por Daktronics, mide 5,5 x 5,5 m. en cada lado.

## Historia
El estadio se inauguró en 1976 como parte del complejo de convenciones Birmingham-Jefferson. Fue el campo de los Birmingham Bulls de la WHA desde 1976 hasta 1979; cuando la WHA se retiró, un equipo de ligas menores con el mismo nombre actuó como local hasta 2001. Fue allí en diciembre de 1977 que la leyenda del hockey Gordie Howe, que entonces jugaba para los New England Whalers de la WHA, anotó el gol número 1000 de su carrera a la edad de 49 años; sus Whalers derrotaron a los Bulls 6-3.
El estadio también fue la sede del equipo de baloncesto masculino de la UAB antes de mudarse al Bartow Arena en 1988 y del equipo de fútbol americano indoor Alabama Steeldogs de la AF2 de 2000 a 2007.
El 17 de diciembre de 2014, la junta del Centro Cívico y los funcionarios de Legacy Credit Union anunciaron un contrato de derechos del nombre del estadio por cinco años y millones de dólares. A partir del 1 de enero de 2015 pasó a denominarse oficialmente Legacy Arena en el BJCC.
El 24 de octubre de 2018, los New Orleans Pelicans y la NBA G League anunciaron que los Pelicans adquirieron el derecho de poseer y operar un equipo de la NBA G League en Birmingham, Alabama. Se esperaba que el equipo comenzara a jugar en Birmingham para la temporada 2022-23. Mientras tanto, el equipo comenzó a jugar la temporada 2018-19 en Erie, Pensilvania, como Erie BayHawks, mientras que la arena se sometió a una expansión y renovación de 123 millones de dólares. Las renovaciones se completaron a tiempo para la temporada 2021-22 y los Pelicans optaron por trasladar la franquicia, ahora conocida como Birmingham Squadron, en ese momento.

## Eventos notables

### Baloncesto
El estadio ha sido sede de cuatro torneos de baloncesto masculino de la Southeastern Conference entre 1979 y 1992, cinco torneos de baloncesto masculino de la Sun Belt Conference en 1982, 1983, 1984, 1986 y 1990 y el torneo de baloncesto masculino de la Conference USA en 1999, 2015 y 2016 (junto con el Bartow Arena), así como el Campeonato de Baloncesto Femenino de la C-USA de 1996 y 2016. También fue sede del torneo de baloncesto universitario de la NCAA sirviendo como anfitrión de la primera y segunda ronda en 1984, 1987, 2000, 2003, 2008 y 2023.

### Tenis
En 2009, el pabellón fue la sede de la eliminatoria de primera ronda de la Copa Davis 2009 entre Estados Unidos y Suiza. Varias estrellas del tenis participaron, incluidos Andy Roddick, James Blake, Bob y Mike Bryan y Stanislas Wawrinka. Fue también la sede de la Copa Davis 2017 del 3 al 5 de febrero de 2017.